# Christopher R.W. Nevinson
Christopher Richard Wynne Nevinson (ur. 13 sierpnia 1889 w Londynie, zm. 7 października 1946 tamże) – brytyjski malarz, grafik i ilustrator, związany z ruchem futurystycznym. Był jednym z najważniejszych artystów dokumentujących I wojnę światową, znanym z dynamicznych i dramatycznych przedstawień wojennego krajobrazu oraz żołnierzy. Łączył wpływy futuryzmu, kubizmu i impresjonizmu, tworząc unikatowy styl rozpoznawalny na wystawach w Londynie, Paryżu i Nowym Jorku.